# Квинт Муммий
Квинт Му́ммий (лат. Quintus Mummius; умер после 187 года до н. э.) — римский политический деятель, народный трибун 187 года до н. э.
Квинт Муммий принадлежал к незнатному плебейскому роду Муммиев, представители которого до него не занимали магистратур. В 187 году до н. э. он был народным трибуном вместе со своим братом или кузеном Луцием. Вдвоём они высказались против предложения двух других трибунов братьев Петилиев поручить одному из преторов расследование о деньгах царя Антиоха, направленное против Публия Корнелия Сципиона Африканского: Муммии считали, что вести следствие должен сенат.
О дальнейшей судьбе Квинта Муммия ничего не известно.